# お米の日
お米の日（おこめのひ）は、米の記念日である。日がいつかについては諸説あり、8月8日のみとする説や8月18日とする説、毎月8日とする説、さらには8の付く日すべてとする説がある。
制定した機関や由来は明確ではないが、米という漢字を分解すると「八十八」となること、米は収穫するまでに88の作業を要するとされることなどが根拠として挙げられている。